# St.-Norberti-Kirche und St.-Elisabeth-Stift (Calbe)

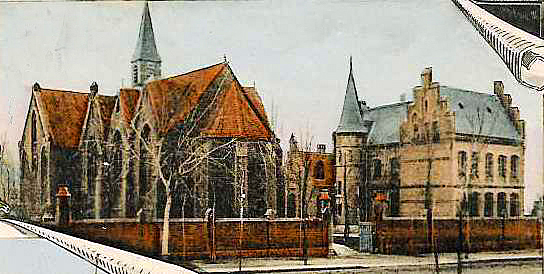
St.-Norberti-Kirche und St-Elisabeth-Stift (rechts) um 1900

Die St.-Norberti-Kirche stammt aus dem 19. Jahrhundert und ist seit 1872 wieder das erste und einzige katholische Gotteshaus in Calbe (Saale). Gleich nebenan steht das ebenfalls in dieser Zeit erbaute St.-Elisabeth-Stift.

## Vorgeschichte
Seit den 1840er Jahren begann die katholische Kirche in Deutschland, besonders in Preußen, als Gegenbewegung zum erstarkenden politischen Protestantismus unter dem preußischen König Friedrich Wilhelm IV. soziale Vereine und Stiftungen sowie neue Gemeinden zu gründen. Das Widerspiel fand in Preußen seinen Höhepunkt im so genannten Kulturkampf zwischen Staat und katholischem Klerus.
Calbe war seit 1542 eine protestantische Hochburg, und Johann Heinrich Hävecker hatte hier den Pietismus, eine zeitgemäße Weiterentwicklung der lutherischen Lehren, mitbegründet.

## Wiedereinzug katholischer Gemeinschaften  und Pfarreigeschichte
Von 1858 an fanden durch Kaplan Friedrich Wilhelm Sauer aus Egeln, wozu die Katholiken in Calbe damals gehörten, in Calbe katholische Gottesdienste in verschiedenen Gaststätten statt. Im Dezember 1959 ließ sich Kaplan Sauer als Missionsvikar in Calbe nieder und richtete in einem Gebäude am Wassertor eine erste Kapelle ein. 1861 wechselten die Katholiken in einen Betsaal, der in einem Haus in der Poststraße eingerichtet worden war. Am 5. Dezember 1862 wurden die katholische Missionsvikarie Calbe zur selbstständigen Missionsgemeinde erhoben, deren Ausdehnung im Wesentlichen mit den Umrissen des Kreises Calbe übereinstimmte und die 1863 staatlich final anerkannt wurde. 1866 wurden die Gottesdienste vom Betsaal in eine Kapelle verlegt, die sich in einem Gebäude der Tuchfabrik Grote in der Tuchmacherstraße befand. Dort fanden die Gottesdienste bis zum Fertigstellung der St.-Norberti-Kirche statt. 1867 bekam die katholische Privatschule Calbe, die bereits 1865 ins Leben gerufen worden war und die für ihre Tätigkeiten zunächst noch in verschiedenen gemieteten Räumen unterkommen musste, erstmals einen Lehrer. Zuvor unterrichtete Missionsvikar Sauer die Schüler.
In dem im Herbst 1867 fertiggestellten neuen Krankenhaus in der heutigen Hospitalstraße nahmen evangelische Diakonissen-Schwestern aus Bethanien (Berlin) ihre Tätigkeit auf, für die 1905 am Südende der Magdeburger Straße ein Schwestern-Heim (heute Wilhelm-Loewe-Apotheke) erbaut wurde.
Im Gegenzug kamen 1868 „Graue Schwestern“ von der Breslauer Kongregation „St. Elisabeth“ hierher, um in der ambulanten Krankenpflege konfessionsübergreifend und bei der Betreuung verwaister und hilfsbedürftiger Kinder zu wirken. Die Schutzpatronin des Ordens, die heilige Elisabeth von Thüringen, war ein Vorbild für die deutsche Beginenbewegung und selbst auch mit dieser verbunden gewesen. In Calbe hatten die Beginen im Heilig-Geist-Hospital gewirkt. In dieser Tradition waren die „Grauen Schwestern“ auch in der Pfarrei Calbe aktiv.
Das Anwachsen der Bevölkerung, u. a. durch Zuwanderung, und die immer größere Zahl der polnischen und schlesischen Saisonarbeiter, die auf der Domäne Calbe arbeiteten, machten den Bau eines katholischen Gotteshauses erforderlich.
1867 wurde auch das Dekanat Egeln eingerichtet, dem die Missionsvikarie Calbe zugeordnet wurde. Am 8. März 1896 folgte die Errichtung der Pfarrei St. Norbert Calbe. 1940 wurde die katholische Schule durch die nationalsozialistischen Machthaber geschlossen.
Zum 1. Juli 1953 wurde das Dekanat Bernburg errichtet, dem die Pfarrei Calbe von da an angehörte. Da sich infolge der Flucht und Vertreibung Deutscher aus Mittel- und Osteuropa 1945–1950 auch im Gebiet um Calbe weitere Katholiken niedergelassen hatten, waren inzwischen in Barby und Groß Rosenburg zwei zur Pfarrei Calbe gehörende Kuratien errichtet worden. In Barby wurde ein Pfarrhaus eingerichtet, in dem 1956 eine Kapelle geweiht wurde. In der 1950 gegründeten Kuratie Groß Rosenburg war bereits am 19. April 1953 eine Kirche geweiht worden.
Aufgrund der wieder abgesunkenen Katholikenzahl wurde am 1. September 1996 seitens des Bistums Magdeburg das Dekanat Bernburg wieder aufgelöst und die Pfarrei Calbe wieder dem Dekanat Egeln angeschlossen, in dem die St.-Norberti-Kirche heute die östlichste Kirche ist. Vom 1. Mai 2006 an bildete die Pfarrei Calbe mit der Kirchengemeinde St. Marien in Schönebeck (Elbe) einen Gemeindeverbund, die Kuratie Groß Rosenburg war in diesem Zusammenhang am 30. April 2006 aufgelöst worden. Zu diesem Zeitpunkt gehörten zur Kirchengemeinde Calbe rund 470 Katholiken. Schließlich erfolgte am 28. November 2010 daraus die Gründung der heutigen Pfarrei St. Marien und St. Norbert mit Sitz in Schönebeck. Auch das Pfarrhaus in Barby wurde wieder aufgelöst. Am 30. März 2019 fand der letzte Gottesdienst in der Kapelle in Barby statt, per Dekret vom 26. Februar 2019 wurde die Kapelle profaniert.

## St.-Norberti-Kirche

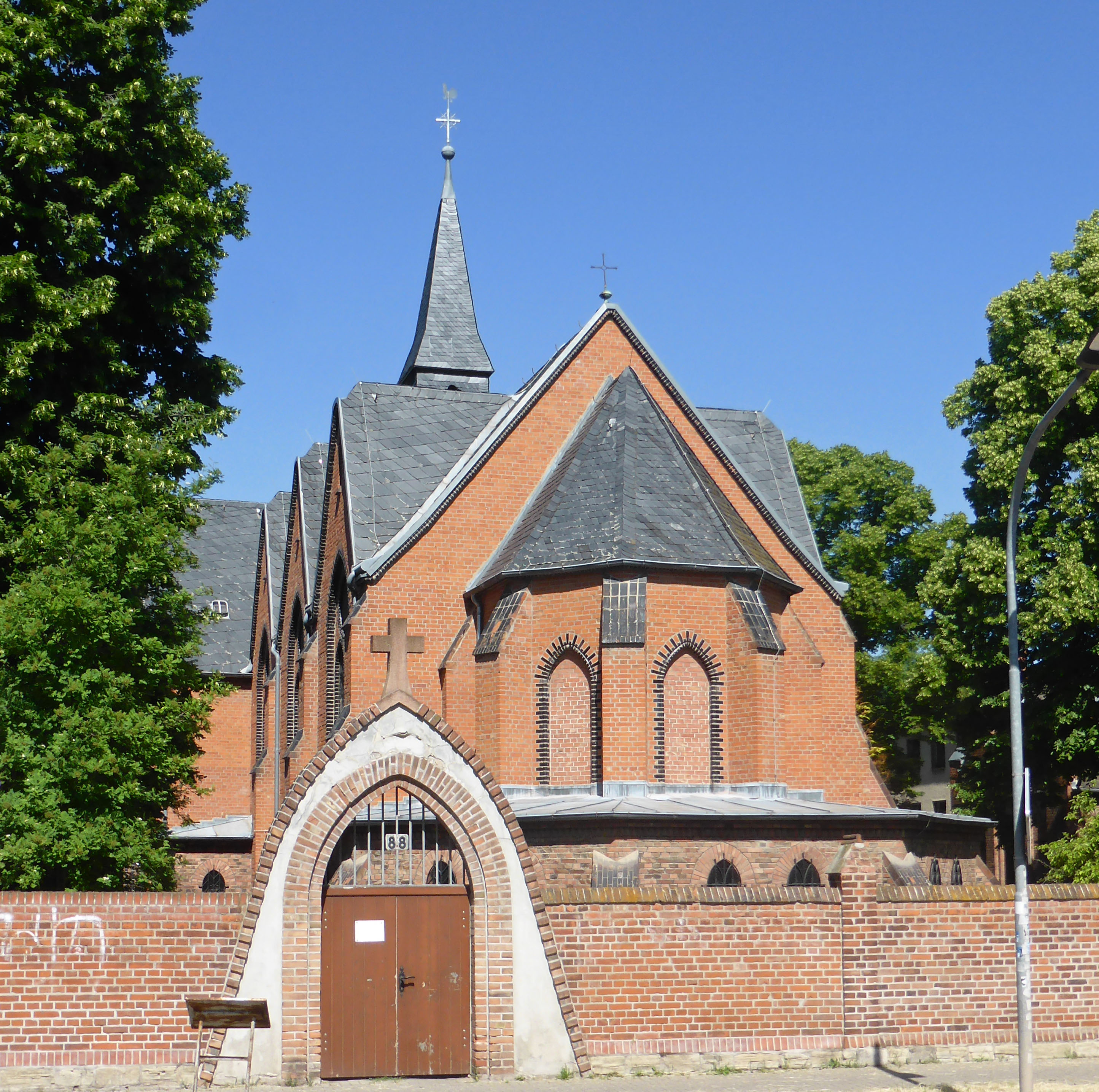
St.-Norberti-Kirche (2021)

Am 26. Mai 1870 (dem Fest Christi Himmelfahrt) fand am Nordende der ehemaligen „Alten Sorge“ an der Westseite der Magdeburg-Leipziger Chaussee die Grundsteinlegung für den Kirchenbau durch Propst Christoph Beckmann statt. Die Entwürfe stammten vom Architekten und Paderborner Diözesan- und Dombaumeister Arnold Güldenpfennig. Der Bau kostete 12.000 Taler. Die Benediktion der neugotischen Kirche aus Backstein-Mauerwerk nahm am Palmsonntag, dem 2. April 1871, Dechant Conrad Stades aus Egeln vor. Die beschöfliche Konsekration folgte am 9. Juli 1872 durch den Bischof von Paderborn, Konrad Martin, der als konservativer Gegner der preußischen Regierung 1874 in Festungshaft kam und 1875 seines Amts enthoben wurde. Sie Kirche stand unter dem Patrozinium des heiligen Norbert von Xanten, des Begründers des Prämonstratenserordens, auf dessen nachdrückliche Initiative hin das Prämonstratenser-Stift „Gottes Gnade“ („Gratia Dei“) bei Calbe gegründet worden war.
Im Querbau der kreuzförmig erbauten St.-Norberti-Kirche wurde vorerst die katholische Schule untergebracht. In dieser Bauform, mit quer zum Kirchenschiff angebautem Pfarr- und Schulhaus anstelle eines Kirchturms, entstanden gegen Ende des 19. Jahrhunderts – überwiegend im Gebiet südlich von Magdeburg – auch andere Kirchen, wie zum Beispiel die Herz-Jesu-Kirche in Atzendorf, die Herz-Jesu-Kirche in Gerbstedt, die Herz-Jesu-Kirche in Hecklingen, die Kirche St. Josef in Löderburg, die Heilig-Kreuz-Kirche in Sandersleben und die Kirche St. Franziskus Xaverius in Unseburg. Auch die Kirchen St. Elisabeth in Alsleben und die Herz-Jesu-Kirche in Osternienburg entstanden in ähnlicher Form.
Während des Ersten Weltkriegs wurden die Gottesdienste von französischen und belgischen Kriegsgefangenen rege besucht.
Das Relief des heiligen Mauritius und das Wappen des Kardinals Albrecht aus der 1951 abgerissenen Schlossruine Calbe wurden an der Südwand der Kirche aufgestellt.

## St.-Elisabeth-Stift

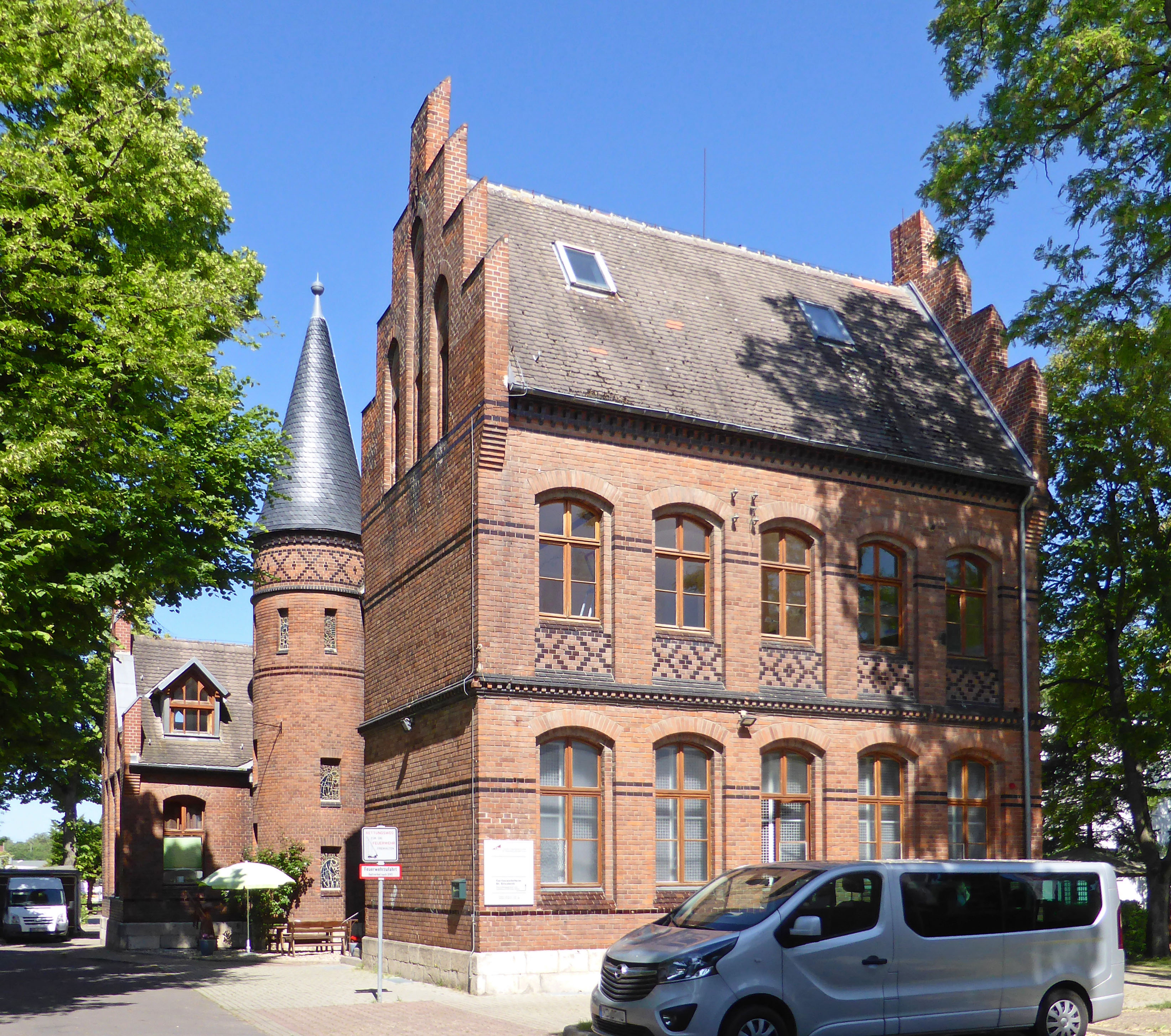
St.-Elisabeth-Stift heute

Nachdem der preußische Staat mit dem katholischen Klerus „Frieden geschlossen“ hatte, legte 1893 der politisch gemäßigte Bischof von Paderborn, Hubert Theophil Simar, den Grundstein zu einem katholischen Heim für verwaiste und hilfsbedürftige Kinder, das 1894 mit der heiligen Elisabeth als Schutzpatronin eröffnet wurde. Nun zog auch die katholische Privatschule dorthin, und die Grauen Schwestern bekamen ihre Wohnungen im Heimgebäude. Das St.-Elisabeth-Stift oder Elisabethstift kommt bis heute seinen caritativen Verpflichtungen als Kinderheim St. Elisabeth nach.